# Herman Milikowski
Herman Philip Milikowski (Den Haag, 3 maart 1909 - Zaandam, 10 november 1989) was een Nederlandse socioloog die onder andere bekend is door zijn proefschrift Lof der onaangepastheid.

## Leven en werk
Milikowski, zoon van het streng joods-orthodox Pools-Russisch echtpaar Levie Milikowski en Rachel Friedman, studeerde voor de Tweede Wereldoorlog voor rabbijn. Na in de Tweede Wereldoorlog twee jaar gevangen te hebben gezeten in Duitse concentratiekampen, besloot hij om te schakelen op een studie sociografie in Amsterdam. Hij promoveerde aldaar in 1961 op een proefschrift over de onmaatschappelijkheidsbestrijding. Aanvankelijk kreeg zijn werk weinig waardering, maar na enige jaren veranderde door zijn opvattingen de kijk van hulpverleners op onmaatschappelijk gedrag. Zijn proefschrift beleefde onder de titel Lof der onaangepastheid in 1977 de tiende druk. Milikowski stelde in zijn werk dat niet de onmaatschappelijken, maar de maatschappelijke factoren die onmaatschappelijkheid veroorzaakten, zoals slechte woonomstandigheden en sociaal-culturele achterstanden, bestreden dienden te worden. Zijn werk had grote invloed op de toenmalige opleiding van maatschappelijk werkers op de sociale academies.
Milikowski publiceerde ook over de problematiek van de ongehuwde moeders in de jaren zestig van de 20e eeuw. Hij verzette zich tegen de discriminatie van deze groep en pleitte voor betere voorzieningen.
Milikowski trouwde in 1942 met Roza Elburg. In 1943 werd hun zoon Rob Milikowski geboren. Roza Elburg overleefde de oorlog niet. Milikowski huwde in 1947 met de beeldend kunstenares Riek de Raat. Hun in 1947 geboren zoon is de fotograaf en graficus Efraim Milikowski. Milikowski overleed op 10 november 1989 in Zaandam. Hij werd op 15 november 1989 gecremeerd in Driehuis-Westerveld.